# Missa brevis (Pärt)
Pour les articles homonymes, voir Missa Brevis.
Missa brevis est une messe écrite pour 12 violoncelles par le compositeur estonien Arvo Pärt, associé au mouvement de musique minimaliste.

## Historique
Composée en 2009, cette œuvre est une commande de l'Orchestre philharmonique de Berlin et a été exécutée en public pour la première fois l'année suivante au Konzerthaus de Berlin par la section de violoncelles de l'orchestre commanditaire.

## Structure
En trois mouvements :
1. Kyrie
2. Sanctus
3. Agnus Dei